# Алексинская (Вельский район)
Алексинская — деревня в Вельском районе Архангельской области. Входит в состав муниципального образования «Хозьминское».

## География
Деревня расположена в 60 километрах на северо-запад от города Вельск на правом берегу реки Елюга, притока реки Вель. Ближайшие населённые пункты: на западе деревня Никольская и Портновская.
Часовой пояс
Алексинская, как и вся Архангельская область, находится в часовой зоне МСК (московское время). Смещение применяемого времени относительно UTC составляет +3:00.

## Население
| 2002 | 2010 | 2012 | 2014 |
| ---- | ---- | ---- | ---- |
| 6    | ↘1   | ↘0   | ↗1   |

## История
Указана в «Списке населённых мест по сведениям 1859 года» в составе Вельского уезда Вологодской губернии под номером «2240» как «Алексеинское(Кулиги)». Насчитывала 4 двора, 18 жителей мужского пола и 15 женского.
В материалах оценочно-статистического исследования земель Вельского уезда упомянуто, что в 1900 году в административном отношении деревня входила в состав Смольянского сельского общества Есютинской волости. На момент переписи в селении Алексинское, (Кулига) находилось 11 хозяйств, в которых проживало 24 жителя мужского пола и 26 женского.